# Едгард (Луизијана)
Едгард (енгл. Edgard) насељено је место без административног статуса у америчкој савезној држави Луизијана.

## Демографија
По попису из 2010. године број становника је 2.441, што је 196 (-7,4%) становника мање него 2000. године.
| Група             | 2000.         | 2010.         |
| Белци             | 121 (4,6%)    | 108 (4,4%)    |
| Афроамериканци    | 2.501 (94,8%) | 2.305 (94,4%) |
| Азијати           | 0 (0,0%)      | 0 (0,0%)      |
| Хиспаноамериканци | 4 (0,2%)      | 20 (0,8%)     |
| Укупно            | 2.637         | 2.441         |